# Mammoth (Band)
Mammoth (bis 2025: Mammoth WVH) ist das Soloprojekt des US-amerikanischen Rockmusikers Wolfgang Van Halen. Für das Lied Distance wurden Mammoth WVH bei den Grammy Awards 2022 in der Kategorie Best Rock Song nominiert.

## Geschichte

### Gründung und Debütalbum (bis 2021)
Wolfgang Van Halen ist der Sohn des Van-Halen-Gitarristen Eddie Van Halen (1955–2020) und der Schauspielerin Valerie Bertinelli und der Neffe des Van-Halen-Schlagzeugers Alex Van Halen. Von 2006 an war Wolfgang Van Halen festes Bandmitglied bei Van Halen; 2015 und 2016 spielte er in der Band Tremonti. Bereits seit 2013 arbeitete er an einem Soloalbum, wobei er die Arbeit aufgrund der Krebserkrankung seines Vaters unterbrach. Das komplett von Wolfgang Van Halen eingespielte Solowerk erschien unter dem Namen Mammoth WVH, der eine Reverenz an seine alte Band Van Halen ist, die sich ursprünglich Mammoth nannte. Wolfgang Van Halen wollte mit diesem Namen „den Leuten die Möglichkeit geben, seine Musik ohne Vorbehalte hören zu können“. Der Familienname Van Halen sei „einfach zu bekannt“. Er holte sich von seinem Vater die Erlaubnis, den Namen zu verwenden.
Seine ersten beiden Singles Distance und Don’t Back Down erreichten jeweils Platz eins der Billboard-Charts Mainstream Rock Songs. Das US-amerikanische Magazin Spin führte Mammoth WVH auf einer Liste der 20 interessantesten neuen Künstler des Jahres 2020 auf. Als Livemusiker konnte Wolfgang Van Halen den Gitarristen Frank Sidoris (Slash, ex-The Cab), den Gitarristen Jon Jourdan (To Whom It May), den Bassisten Ronnie Ficarro (ex-Falling in Reverse) und den Schlagzeuger Garrett Whitlock (Tremonti) verpflichten. Am 11. Februar 2021 hatte die Formation ihren ersten Auftritt bei der Late-Night-Show Jimmy Kimmel Live!; sie spielte das Lied Distance. Das von Michael Baskette produzierte Debütalbum Mammoth WVH wurde am 11. Juni 2021 veröffentlicht und erreichte Platz zwölf der US-amerikanischen Albumcharts. Das erste Konzert fand am 27. Juli 2021 in Lawrence, Kansas statt. Im Sommer 2021 spielten Mammoth WVH eine US-Tournee im Vorprogramm von Guns n’ Roses sowie im Herbst 2021 eine eigene Headlinertournee mit der Vorgruppe Plush. Das US-amerikanische Onlinemagazin Loudwire wählte Mammoth WVH zum Künstler des Jahres 2021.

### Mammoth II(2021 bis 2023)
Im Februar und März 2022 spielten Mammoth WVH gemeinsam mit der Band Dirty Honey die Co-Headlinertournee Young Guns Tour durch Nordamerika. Bei den iHeartRadio Music Awards 2022 wurden Mammoth WVH in der Kategorie Best New Rock Artist ausgezeichnet. Darüber hinaus war die Band in der Kategorie Best Rock Artist nominiert, der Preis ging jedoch an die Foo Fighters. Eine weitere Nominierung erhielten Mammoth WVH bei dem Grammy Awards 2022 in der Kategorie Best Rock Song. Auch hier ging der Preis an die Foo Fighters. Im November und Dezember 2022 traten Mammoth WVH zusammen mit Halestorm als Vorgruppen bei den europäischen Terminen der Pawns & Kings Tour von Alter Bridge auf. Anfang 2023 wurde diese Tour in Nordamerika fortgesetzt, dieses Mal mit Ded und Pistols at Dawn statt Halestorm als Vorgruppen. Zwischenzeitlich begann Wolfgang Van Halen mit den Aufnahmen für das zweite Studioalbum, welches erneut komplett von ihm alleine eingespielt wurde. Dass er erneut auf Studiomusiker verzichtete begründete Van Halen damit, dass es sich um sein Projekt handeln würde.
Im März 2023 unterschrieben Mammoth WVH einen Vertrag bei BMG und veröffentlichte am 4. August 2023 das zweite Studioalbum Mammoth II. Mammoth II erreichte Platz vier der Schweizer, Platz 14 der deutschen, Platz 28 der US-amerikanischen, Platz 36 der österreichischen und Platz 76 der britischen Albumcharts. Darüber hinaus wurden Mammoth WVH zusammen mit Architects, Volbeat, Pantera und Greta Van Fleet als Vorgruppe für drei Konzerte in London, Dublin und Glasgow der Co-Headlinertournee von Def Leppard und Mötley Crüe sowie für die 2023 und 2024 stattfindende M72 World Tour von Metallica bestätigt. Im Herbst 2023 spielten Mammoth WVH mit Sevendust eine weitere Nordamerika-Tournee im Vorprogramm von Alter Bridge, bevor das Jahr mit einer eigenen Headlinertour durch Nordamerika mit Unterstützung von Nita Strauss endete.

### Namenswechsel undThe End(seit 2024)
Im Frühjahr 2024 folgte eine weitere Nordamerikatournee, bei der Mammoth WVH zunächst von Nita Strauss und später von Intervals unterstützt wurden. Im November und Dezember 2024 tourten Mammoth WVH zusammen mit 3 Doors Down und Finger Eleven im Vorprogramm von Creed durch Nordamerika. Zwischenzeitlich arbeitete Wolfgang Van Halen an dem dritten Studioalbum. Im Mai 2025 strich Wolfgang Van Halen seine Initialen aus dem Bandnamen. Er erklärte, dass die Gelegenheit haben möchte, seine Abstammung zu referenzieren. Diese möchte er aber nicht kopieren, sondern in der Lage sein, seine eigene Person zu sein. Darüber hinaus wäre es ihm gelungen, die Markenrechte an den Namen Mammoth zu erwerben. Im Sommer 2025 ist eine weitere Tournee durch Nordamerika mit 3 Doors Down, Daughtry und Big Wreck im Vorprogramm von Creed geplant. Das dritte Studioalbum The End wurde für den 24. Oktober 2025 angekündigt.

## Stil
Fred Thomas von AllMusic beschrieb die Musik von Mammoth als Kombination von Elementen der Stile Metal, Grunge, Alternative Rock und Hard Rock. Frank Thießies vom deutschen Magazin Metal Hammer beschrieb den Klang der Band als „eine Alternative-Rock-Version von Van Halen, insbesondere deren Output in den Neunzigern“. Marcel Anders vom deutschen Magazin Rock Hard verglich das Debütalbum mit dem „Grunge der frühen Neunziger, der starke Anleihen bei Alice in Chains, Soundgarden, Nirvana, aber auch Black Sabbath aufweist“. Laut Andreas Schiffmann vom Onlinemagazin Musikreviews.de spielen Mammoth WVH „unaufgeregten Mainstream-Rock mit starken Melodien und einem Maß an Reife, das manchen älteren Künstlern abgeht“. Martin Iordanidis vom deutschen Magazin Visions bezeichnete Mammoth II als „eines der besten Hardrock-Alben der vergangenen zehn Jahre“, weil sich das Album die Freiheit nehme, „alle Insignien der Hardrock-Hochzeiten auf Händen zu tragen“. Dass „48 unverkrampfte […] Minuten“  „auf dem schmalen Grat zwischen radioaffiner Gitarrenmusik und Bands von den Beatles bis Extreme“ balancierten könnten, spreche „für einen echten neuen Superhelden“.

## Diskografie
Studioalben

| Jahr            | Titel Musiklabel                       | Höchstplatzierung, Gesamtwochen, AuszeichnungChartplatzierungen (Jahr, Titel, Musiklabel, Platzierungen, Wochen, Auszeichnungen, Anmerkungen) | Höchstplatzierung, Gesamtwochen, AuszeichnungChartplatzierungen (Jahr, Titel, Musiklabel, Platzierungen, Wochen, Auszeichnungen, Anmerkungen) | Höchstplatzierung, Gesamtwochen, AuszeichnungChartplatzierungen (Jahr, Titel, Musiklabel, Platzierungen, Wochen, Auszeichnungen, Anmerkungen) | Höchstplatzierung, Gesamtwochen, AuszeichnungChartplatzierungen (Jahr, Titel, Musiklabel, Platzierungen, Wochen, Auszeichnungen, Anmerkungen) | Höchstplatzierung, Gesamtwochen, AuszeichnungChartplatzierungen (Jahr, Titel, Musiklabel, Platzierungen, Wochen, Auszeichnungen, Anmerkungen) | Höchstplatzierung, Gesamtwochen, AuszeichnungChartplatzierungen (Jahr, Titel, Musiklabel, Platzierungen, Wochen, Auszeichnungen, Anmerkungen) | Anmerkungen                          |
| Jahr            | Titel Musiklabel                       | DE | AT | CH | UK | US | Rock | Anmerkungen                          |
| --------------- | -------------------------------------- | --- | --- | --- | --- | --- | --- | ------------------------------------ |
| als Mammoth WVH |                                        | | | | | | |                                      |
|                 |                                        | | | | | | |                                      |
| 2021            | Mammoth WVH EX1 Records (BMG)          | — | — | CH18 (3 Wo.)CH | — | US12 (1 Wo.)US | Rock1 (… Wo.)Rock | Erstveröffentlichung: 11. Juni 2021  |
| 2023            | Mammoth II BMG Rights Management (BMG) | DE14 (1 Wo.)DE | AT36 (1 Wo.)AT | CH4 (1 Wo.)CH | UK76 (1 Wo.)UK | US28 (1 Wo.)US | Rock3 (… Wo.)Rock | Erstveröffentlichung: 4. August 2023 |

## Auszeichnungen
| Jahr | Kategorie      | für      | Resultat  |
| ---- | -------------- | -------- | --------- |
| 2022 | Best Rock Song | Distance | Nominiert |

| Jahr | Kategorie               | für         | Resultat  |
| ---- | ----------------------- | ----------- | --------- |
| 2022 | Rock Artist of the Year | Mammoth WVH | Nominiert |
| 2022 | Best New Rock Artist    | Mammoth WVH | Gewonnen  |